# LA 캅스
《LA 캅스》(영어: Bulletproof)는 미국에서 제작된 어니스트 R. 디커슨 감독의 1996년 버디 경찰 액션 코미디 영화이다. 데이먼 웨이언스, 애덤 샌들러 등이 출연하였고, 로버트 사이먼즈 등이 제작에 참여하였다.

## 출연
- 데이먼 웨이언스
- 애덤 샌들러
- 제임스 칸
- 지프 스웬슨
- 제임스 패런티노
- 크리스틴 윌슨
- 래리 매코이
- 앨런 코버트
- 빌 넌
- 잰더 버클리
- 모니카 포터
- 조너선 로크런
- 스티브 화이트

## 기타 제작진
- 공동 제작: 잭 지어러퓨토, 아이라 슈먼
- 의상: 마리 프랜스